# Duncan Laurence
Duncan Laurence, nom artístic de Duncan de Moor (Spijkenisse, 11 d'abril de 1994), és un cantautor neerlandès. Va participar en la cinquena temporada de The Voice of Holland, on va arribar a la semifinal. El 2019 va representar els Països Baixos al Festival de la Cançó d'Eurovisió amb la cançó Arcade, la qual va resultar guanyadora.

## Carrera

### Joventut i educació
El 2012 va rebre cobertura mediàtica per primera vegada, quan va guanyar el concurs de talents local Brielle's Got Talent. Com a premi va poder enregistrar música en un estudi durant un dia amb el productor Emanuel Platino. Platino va tocar el baix entre altres amb Waylon i Anouk.
Des dels seus 13 anys, Duncan escriu els seus propis textos, pel seu grup The Slick and Suited, però també per altres artistes. The Slick and Suited va ser creat en gener 2013 a l'Acadèmia de Rock de Tilburg i va participar en el festival Eurosonic Noorderslag. Va acabar la carrera el 2017 a l'Acadèmia de Rock de Tilburg. Durant els seus estudis, també va guanyar experiència a Londres i Estòcolm. Dona cursos de cant a Tilburg i Amsterdam i també suporta cantautors. Com a cantautor, forma part de Sony/ATV Music Publishing.

### The Voice of Holland
Duncan De Moor va participar el 2014 a The Voice of Holland. Va participar en els Blind Auditions amb la cançó Sing d'Ed Sheeran. Va elegir la jutge Ilse DeLange i va arribar als semifinals.

### Festival de la Cançó d'Eurovisió
El 21 de gener del 2019 l'AVROTROS va presentar Duncan Laurence com a representant dels Països Baixos pel Festival de la Cançó d'Eurovisió 2019 a Tel-Aviv (Israel). El 7 de març de 2019 es va publicar la seva cançó pel festival, Arcade. Duncan va guanyar el concurs amb 493 punts.